# Filossemitismo
O filossemitismo é um fenómeno cultural caracterizado pelo interesse ou afeição pelo povo judeu e pela sua cultura, história ou língua, quer da parte dos gentios ou não-judeus, quer dentro das comunidades judaicas.
O termo filossemitismo surgiu como pejorativo na Alemanha nazista, por grupos antissemitas para designar o preconceito positivo em relação aos judeus ou à amizade de gentios ou não-judeus para com os judeus.

## Filossemitismo e antissemitismo
Uma corrente dos estudos judaicos tem se dedicado a estudar como o filossemitismo pode por vezes reproduzir traços do antissemitismo, notadamente quando abraçado por setores de extrema-direita. Para Michel Gherman, um fenômeno desse tipo se verificaria no bolsonarismo. Segundo essa perspectiva, a partir de um estudos dos discursos de Jair Bolsonaro e Olavo de Carvalho, a proclamada simpatia de setores da extrema-direita ao Estado de Israel e aos judeus, muitas vezes apresentados sem distinção, reverberaria tropos antissemitas de duas formas. Em primeiro lugar, ao descrever os judeus como um grupo rico e poderoso. Nesse sentido, os judeus são apresentados de forma estereotipada como pilares do capitalismo, e portanto inerentemente hostis à esquerda. A segunda e mais importante expressão de antissemitismo na simpatia da extrema-direita pelo judaísmo seria inspirada em autores como o rabino Marvin Stuart Antelman, e reafirma teorias da conspiração que apresentam os judeus de esquerda como um grupo em busca de domínio mundial, mas que em última análise minaria a própria nação judaica. Nesse contexto, pesquisadores mostram como o filossemitismo da extrema-direita tem sido instrumentalizado para cindir a própria comunidade judaica. Reservaria-se assim o rótulo de verdadeiros judeus apenas àqueles que apoiam políticas conservadoras ou reacionárias, sendo os judeus de esquerda tratados como apóstatas ou traidores.